# Daniela Hacke
Daniela Alexandra Hacke (* 16. März 1966) ist eine deutsche Historikerin. Seit 2015 lehrt sie als Professorin für Geschichte der Frühen Neuzeit am Friedrich-Meinecke-Institut der Freien Universität Berlin.

## Wissenschaftlicher Werdegang
Das Studium der Neueren Geschichte, Sozial- und Wirtschaftsgeschichte, Kunstgeschichte und Italienischen Literaturgeschichte an den Universitäten Hamburg und Bologna schloss sie 1992 mit dem Magister Artium ab. Im Jahr 1997 wurde Hacke an der University of Cambridge bei Peter Burke mit der Arbeit Women, Sex, and Marriage in Counterreformation Venice promoviert. 2011 erfolgte ihre Habilitation mit der Arbeit Konfession und Kommunikation. Religiöse Koexistenz und Politik in der Alten Eidgenossenschaft, 1531-1712. Von 2012 bis 2015 war sie Professorin für Geschichte Westeuropas in der Frühen Neuzeit an der Ludwig-Maximilians-Universität München, ehe sie auf die Professur für Geschichte der Frühen Neuzeit an der Freie Universität Berlin wechselte.
Ihre Forschungsschwerpunkte sind die Historische Sinnesforschung (Sensory History) als Geschichte der epistemischen Kulturen, die Kulturkontaktforschung, Wissensgeschichte in kolonialen Kontexten, Geschlechtergeschichte und Religions- und Konfessionsgeschichte als Geschichte der politischen Kommunikation.

## Schriften (Auswahl)
Monografien
- Moderata Fonte: Das Verdienst der Frauen. Warum Frauen würdiger und vollkommener sind als Männer. München 2002, ISBN 3-406-48098-5.
- Women, sex and marriage in early modern Venice. Aldershot 2004, ISBN 0-7546-0763-1.
- Konfession und Kommunikation. Religiöse Koexistenz und Politik in der Alten Eidgenossenschaft (die Grafschaft Baden 1531–1712). Köln 2017, ISBN 3-412-22391-3.

Herausgeberschaften
- mit Paul Musselwhite (Hg.): Empire of the senses. Sensory practices of colonialism in early America. Leiden 2018, ISBN 978-90-04-34063-3.
- mit Jose Cáceres Mardones (Hg.): Bernd Roeck, Ausgewählte Aufsätze zur Kulturgeschichte. Affalterbach 2019, ISBN 978-3-939020-48-6.
- mit Claudia Jarzebowski und Hannes Ziegler (Hg.): Matters of engagement : emotions, identity, and cultural contact in the premodern world. London 2020, ISBN 978-0-429-94963-0.